# 南非LGBT權益
南非的女同性戀、男同性戀、雙性戀和變性人與非LGBT群體擁有相同權利。南非在LGBT群體人權方面有著複雜而多樣的歷史。南非有40萬至超過200萬人為女同性戀、男同性戀、雙性戀、變性人或雙性人，其法律和社會地位受到南非傳統習俗、殖民主義、種族隔離以及促成廢除種族隔離的人權運動等的影響揮之不去。
南非後種族隔離時代的憲法是世界上第一部禁止性傾向歧視的憲法。此外，南非為世界上第五個承認同性婚姻的國家，也是第一個承認同性婚姻的非洲國家及共和制國家（此前的荷蘭、比利時、西班牙及加拿大均為君主立憲制國家）。同性伴侶也可以共同領養孩子，並安排體外受精和代孕治療。LGBT群體享有憲法和法定保護，包括反就業歧視、提供商品與服務以及其他各方面。
虽然南非在法律和制度层面对LGBT群体的权利有较好的保障，且领先非洲，但在现实中南非LGBT群体遭受着严重的歧视、暴力伤害。其中，男性反同者针对女同性恋的“矫正性强奸”频频发生。据同性恋组织统计，仅仅在开普敦一处，每周就会发生10起“矫正性强奸”案件。而南非警方和司法系统则未能积极调查和定罪。
2008年4月，南非女同志國家足球員兼LGBT權益活躍分子尤迪·西梅拉內在豪登省一小鎮遭到輪姦，臉部、腹部和腳部被插25刀致死。

## 概要
| 項目                                                   | 合法性   |
| ------------------------------------------------------ | -------- |
| 同性性行為合法性                                       | 自1994年 |
| 承諾年齡可發生性關係的法定年齡一致                     | 自2008年 |
| 反歧視法適用於僱佣                                     | 自1998年 |
| 反歧視法適用於商品及服務法規                           | 自2000年 |
| 反歧視法適用於所有其他領域（包括：間接歧視、仇恨言論） | 自2004年 |
| 同性婚姻                                               | 自2006年 |
| 承認同性伴侶為事實上伴侶關係                           | 自1999年 |
| 承認同性伴侶為公民伴侶關係                             | 自2006年 |
| 同性伴侶可共同領養                                     | 自2002年 |
| 同性戀者可以在軍中服役                                 | 是       |
| 性別更動權力                                           | 是       |
| 女同性戀進行體外受精之合法管道                         | 是       |
| 允許男男性接觸者（MSM）進行捐血                        | 否       |